# J. Percy Priest Dam
Der J. Percy Priest Damm ist ein Staudamm der 16 km östlich von Nashville im mittleren Norden des US-Bundesstaates Tennessee liegt. Er liegt zwischen den Countys Davidson, Rutherford und Wilson; die Interstate 40 verläuft nördlich des Dammes in Ost-West-Richtung. Der kombinierte Erd- und Beton-Schwerkraftdamm staut den Stones River bei Flussmeile 6,8 (etwa 11 km). Beim Stones River handelt es sich um einen Nebenfluss des Cumberland River, der selbst in den Ohio River mündet.
Der durch den Damm entstandene Stausee, der J. Percy Priest Lake (auch:  J. Percy Priest Reservoir), dient als Infrastrukturprojekt der Hochwasserkontrolle, der Stromerzeugung aus Wasserkraft und der Trinkwasserversorgung. Er ist heute ein beliebtes und touristisch erschlossenes Naherholungsgebiet. Der Damm und das angeschlossene Wasserkraftwerk wird durch das Ingenieurkorps der United States Army betreut, dem United States Army Corps of Engineers.

## Geschichte
Im Jahr 1946 wurde das Stewarts Ferry Reservoir vom Kongress der Vereinigten Staaten als Teil des „Flood Control Acts“ genehmigt, einer umfassenderen Initiative zur Hochwasserkontrolle. Der Kongressabgeordnete James Percy Priest vertrat von 1941 an, bis zu seinem Tod im Jahr 1956, den fünften Bezirk von Tennessee. Er war bekannt für seine Arbeit im Bereich der öffentlichen Bildung und seine Unterstützung von Infrastrukturprojekten, die den Menschen seiner Region zugutekommen sollten. Nach dem Tode Priests erhielten Damm und Stausee ihm zu Ehren 1958 seinen Namen.
1963 begann schließlich der Bau des Damms durch das United States Army Corps of Engineers, der 1967 fertiggestellt wurde. Nach der Fertigstellung wurde der Stausee über die folgenden Monate geflutet. Am 29. Juni 1968 kam es zur offiziellen Inbetriebnahme im Rahmen eines Festaktes durch den damaligen US-Präsidenten Lyndon B. Johnson und im Jahr 1970 zur Inbetriebnahme der Wasserkraftanlage mit einer Leistung von 28 MW.
Vor dem Bau war die Region, in der sich heute der Stausee befindet, geprägt von kleinen Farmen, Wäldern und Feuchtgebieten. Die natürliche Flusslandschaft des Stones River bot Lebensraum für zahlreiche Arten, darunter Wasserpflanzen, Amphibien, Fische und Zugvögel. Die historische Siedlung Old Jefferson lag direkt im geplanten Überflutungsgebiet und wurde vollständig abgerissen; später stellte sich jedoch heraus, dass nur Teile überflutet wurden. Heute weisen nur noch Grundmauern auf die einstige Siedlung hin. Zudem wurde die Landschaft stark verändert, in dem Wälder gerodet und Böden versiegelt wurden.
Der Bau von Damm und Stausee hatte somit erhebliche Auswirkungen auf die lokale Umwelt. Es wurde ein neues Ökosystem geschaffen, aber das bestehende verändert und zum Teil zerstört; vor allem vor und während der Bauphase kam es zu Kritik von Umweltaktivisten. So wurde die letzte bekannte Population der Süßwassermuschel Epioblasma lenior durch die Flutung ausgelöscht – sie gilt heute als ausgestorben. Die Eingriffe in die Feuchtgebiete und Uferzonen führten allgemein zum Verlust von Biodiversität und zur Veränderung natürlicher Wasserzyklen.
Der See ist heute Lebensraum für Fischarten wie Schwarzbarsch, Schwarzflecken-Sonnenbarsch (Crappie), Wels und Sonnenbarsch, für Vögel wie Reiher, Enten, Gänse sowie verschiedene Greifvögel, für Reptilien und Amphibien wie Schildkröten, Froschlurche sowie Salamander. Auch Säugetiere wie Biber, Waschbären und Opossums siedelten sich an.
Der Stausee führte zur Verringerung von Hochwasserschäden im Einzugsgebiet des Stones River und des Cumberland River – das primäre Ziel des Bauvorhabens. Mit dem J. Percy Priest Reservoir wurde allerdings auch ein Trinkwasserspeicher und ein 3200 ha umfassendes Naturschutzgebiet- bzw. Reservat (Wildlife Refuge) geschaffen. Der J. Percy Priest Damm und das Kraftwerk werden weiterhin vom United States Army Corps of Engineers betrieben.

## J. Percy Priest Stausee
Der durch den Damm entstandene Stausee, der J. Percy Priest Lake (oft nur Percy Priest Lake genannt), hat eine Uferlänge von 343 km, hat eine Wasseroberfläche von etwa 14.200 ha und ein Wasservolumen von 0,8 km3. Die Oberflächenhöhe des Sees liegt bei etwa 150 m im Sommer. Bei einer Wasserentnahme von 250 m3/s dauert es etwa 28 Stunden, bis der Seespiegel um 0,3 m sinkt. Der J. Percy Priest Lake ist neben dem Wolf Creek Damm, dem Dale Hollow Damm und der Center Hill Damm einer von vier großen Hochwasserschutzstauseen des Cumberland.
Zu- und Abflüsse sind neben dem Stones River im Norden, der den See in Nord-Süd-Richtung durchfließt, der West und East Fork Stones River im Süden des Sees und der Fall Creek im Südosten, neben weiteren kleinen Zu- und Abflüssen (englisch branches).
Auf dem See befinden sich mehrere Inseln. Hierzu gehören unter anderem Bear Island, Bird Island, Cable Crossing Island, Drummond Island, Elm Hill Island, Goose Island, Hermitage Island, Hole-in-the-Wall Island, Hotel Island, Hunter Island, Luau Island, Monkey Island, Motel Island, Mousetail Island, Party Cove Island, Pear Island, Pig Island, Ponderosa Island, Poole Knobs Island, Raccoon Island, Rivers Bend Island, Rock Island, Rutherford Island, die Halbinsel Scotts Island, Shipwreck Cove Island, Stone Island, Trigger Island und Two Foot Island. Einige der Inseln sind im Privatbesitz oder werden privatwirtschaftlich genutzt, beispielsweise zu touristischen Zwecken.
Der Stausee wird von der Tiny und der Hobson Pike Bridge (171) gequert sowie im Süden von der Weakley Lane Bridge und der W Jefferson Pike Bridge. Der See ist ein beliebtes Ausflugsziel für Einheimische und Touristen und trägt zur wirtschaftlichen Entwicklung des Großraums Nashville bei. Er bietet zahlreiche Freizeitaktivitäten wie Bootfahren, Angeln, Camping und Wandern.

## Bombenanschlag im Jahr 1978
Am 21. November 1978 berichtete der Nashville Banner: „Eine Dynamitexplosion riss in einem ca. 150 m langen Tunnel im Kraftwerk des J. Percy Priest Damms vier eiserne Sicherheitstüren aus den Angeln, so die Behörden heute. Die Explosion, die nach Angaben der Strafverfolgungsbehörden keine strukturellen Schäden am Staudamm verursachte, wurde entdeckt, als Mitarbeiter des U.S. Army Corps of Engineers um 9 Uhr morgens zum Dienst erschienen.“ Laut Berichten hatten die Attentäter, „drei Männer in ihren Zwanzigern“, versucht den Damm zu sprengen, um so die Innenstadt von Nashville zu überschwemmen. Ihr Plan war es, ausgewählte Geschäfte mit Hilfe von Tauchausrüstungen nach dem erwarteten Dammbruch zu plündern. Zwei der Männer, Ricky Kelly und Ted Jones, wurden später durch ein Bundesgericht zu Freiheitsstrafen verurteilt, da sie den Tod von Unschuldigen in Kauf genommen hatten, auch wenn ihr Plan nicht aufging.